# Ḉ
Cette page contient des caractères spéciaux ou non latins. S’ils s’affichent mal (▯, ?, etc.), consultez la page d’aide Unicode.
Ḉ (minuscule : ḉ), appelé C accent aigu cédille, est une lettre additionnelle formée d'un C diacrité par un accent aigu et une cédille. Elle est utilisée dans la romanisation KNAB de l’adyguéen.

## Représentations informatiques
Le C accent aigu cédille peut être représentée avec les caractères Unicode suivants :
- composé et normalisé NFC (latin étendu additionnel)[1] :

| formes    | représentations | chaînes de caractères | points de code | descriptions                                     |
| --------- | --------------- | --------------------- | -------------- | ------------------------------------------------ |
| capitale  | Ḉ               | Ḉ                     | U+1E08         | lettre majuscule latine c cédille et accent aigu |
| minuscule | ḉ               | ḉ                     | U+1E09         | lettre minuscule latine c cédille et accent aigu |

- décomposé et normalisé NFD (latin de base, diacritiques) :

| formes    | représentations | chaînes de caractères | points de code       | descriptions                                                          |
| --------- | --------------- | --------------------- | -------------------- | --------------------------------------------------------------------- |
| capitale  | Ḉ               | C◌̧◌́                   | U+0043 U+0327 U+0301 | lettre majuscule latine c diacritique cédille diacritique accent aigu |
| minuscule | ḉ               | c◌̧◌́                   | U+0063 U+0327 U+0301 | lettre minuscule latine c diacritique cédille diacritique accent aigu |